# Municipio de Cass (condado de Cedar)
El municipio de Cass (en inglés: Cass Township) es un municipio ubicado en el condado de Cedar en el estado estadounidense de Iowa. En el año 2010 tenía una población de 333 habitantes y una densidad poblacional de 4,77 personas por km².

## Geografía
El municipio de Cass se encuentra ubicado en las coordenadas 41°46′47″N 91°17′23″O / 41.77972, -91.28972. Según la Oficina del Censo de los Estados Unidos, el municipio tiene una superficie total de 69.86 km², de la cual 67,63 km² corresponden a tierra firme y (3,2 %) 2,24 km² es agua.

## Demografía
Según el censo de 2010, había 333 personas residiendo en el municipio de Cass. La densidad de población era de 4,77 hab./km². De los 333 habitantes, el municipio de Cass estaba compuesto por el 98,5 % blancos, el 0,6 % eran afroamericanos y el 0,9 % eran de una mezcla de razas. Del total de la población el 1,2 % eran hispanos o latinos de cualquier raza.